# هلنا هارپر
هلنا هارپر (متولد ۱۹۸۴) (به انگلیسی: Helena Harper) نام یکی از شخصیت‌های سری رزیدنت ایول است، که اولین بار در رزیدنت ایول ۶ ظاهر شد.

## تاریخچه
هلنا هارپر عضو سرویس مخفی ایالات متحده آمریکا USSS یک مأمور دولتی فدرال آمریکا است. هلنا در سال ۲۰۱۳ مأمور محافظت از رئیس‌جمهور آمریکا «آدام بنفورد» شد و پس از اینکه رئیس‌جمهور دچار حمله بیوتروریستی شد به همراه لیان اسکات کندی به دنبال مبارزه با این حملات رفت. او یک خواهر به اسم «دبرا» دارد، اما سیمونز خواهر او را آلوده به ویروس می‌کند و از او یک هیولا می‌سازد و هلنا، لیان و ایدا مجبور به کشتن دبرا می‌شوند.

## طغیان تال اوکس
هلنا هارپر در رزیدنت ایول ۶ در بین شخصیت‌های اصلی داستان حضور داشت و به همراه لیان اسکات کندی به دنبال مقابله در برابر ویروس‌هایی که در تمامی نقاط جهان پخش شده بودند گشت. در همین بین خواهر هلنا، دبرا توسط عده‌ای مزدور دستگیر می‌شود. هلنا در حین انجام عملیات‌های ضد بیوتروریستی متوجه سره نخ‌هایی از خواهر خود می‌شود و متوجه می‌شود که به دبرا «ویروس-سی» تزریق شده است و دیگر او حالت طبیعی انسان را ندارد که در قسمتی از داستان هلنا مجبور به مبارزه با دبرا می‌شود و در پایان مرگ خواهرش را با چشمان خودش می‌بیند.